# КД Фейренсе
Клубе Дешпортиво Фейренсе (на португалски Clube Desportivo Feirense, на португалски се произнася по-близко до Клуби Дешпортиву Фейренси, кратка форма Фейренсе) е португалски футболен клуб от Санта Мария да Фейра. Има три участия в Португалска лига, като и трите пъти не успява да запази мястото си в елита и изпада в Лига де Онра, само един сезон след спечелените си промоции.

## Успехи

### Национални
- Примейра лига
  - 8-о място (1): 2016/17
- Купа на Португалия:
  - 1/2 финалист (1): 1990/91
- Лига де Онра:
  -  Второ място (2): 2010/11, 2015/16
- Португалска втора дивизия:
  -  Шампион (1): 2002/03

### Регионални
- Първа дивизия на Авейро
  -  Шампион (3): 1959/60, 1965/66, 1967/68

## Известни бивши футболисти
- Бруно Оливейра
- Карлос Фонсека

## Български футболисти
- Никола Спасов: 1987/88 - (28 мача - 5 гола)
- Валери Кулинов: 1992/93 - (21 мача - 3 гола)
- Стивън Петков: 2019/22 (12 мача - 1 гол), 2024/25 (33 мача - 6 гола)

## Бивши треньори
- Христо Младенов